# Roberto Tassi
Roberto Tassi (Napoli, 1921 – Esine, 3 agosto 1996) è stato uno storico dell'arte e critico d'arte italiano.

## Pubblicazioni
Alcuni libri di Roberto Tassi:
- Il Duomo di Parma. Il tempo romanico, ed. Monte Università Parma, 1966
- Il Duomo di Parma II. La cupola del Correggio, ed. Monte Università Parma, 1967
- Il Duomo di Fidenza, ed. Monte Università Parma, 1973
- Morlotti, figure 1942-1975, Electa, 1975
- Tiziano. Il polittico Averoldi in San Nazaro, Grafo Edizioni, 1976
- Graham Sutherland. Complete Graphic Work, Rizzoli, 1978
- Il paesaggio di Morlotti, Mazzotta, 1987
- L’atelier di Monet, Garzanti, 1989
- La corona di primule (sulla tradizione dell’arte a Parma), Guanda, 1994
- Figure nel paesaggio, Guanda, 1999 [2]
- Come un eroe di Conrad. Il sodalizio con Francesco Arcangeli, ed. Monte Università Parma, 2006